# Stalexport Autostrady
Stalexport Autostrady S.A. ist eine an der Warschauer Wertpapierbörse notierte Unternehmensgruppe mit Sitz in Katowice.

## Geschichte
Stalexport wurde 1963 als Im- und Exportgesellschaft für Stahl und Stahlprodukte gegründet. Dieser Sektor wurde bis 2007 betrieben. 1993 wurde das Unternehmen in eine Aktiengesellschaft umgewandelt und im Jahr darauf an die Börse gebracht. 1997 wurde dem Unternehmen die Konzession zur Finanzierung, Planung, zum Bau und Betrieb des Abschnittes der Autobahn A4 von Katowice bis Krakau erteilt. Seit diesem Jahr liegt der Tätigkeitsschwerpunkt des Konzerns auf der Erhaltung des Autobahnabschnittes der A4, auf dem Umbau von bisher mautfreien Autobahnabschnitten zu mautpflichtigen Autobahnabschnitten und auf die Planung und dem Bau von zukünftigen Autobahn-Projekten. 2004 wurde die Konzession auf das im Jahr 1998 gegründete Tochterunternehmen Stalexport Autostrada Małopolska S.A. übertragen.

## Konzernstruktur
Die Aktiengesellschaft Stalexport Autostrady ist die Muttergesellschaft einer Unternehmensgruppe. Zu dieser Gruppe gehören die Tochtergesellschaften Stalexport Autostrada Małopolska S.A. (besitzt die Konzession für den Erhalt des Autobahnschnittes von Katowice bis Krakau), Stalexport Transroute Autostrada S.A. (ist der technische Betreiber dieses Abschnittes) und Stalexport Autostrada Dolnośląska S.A. (wird an zukünftigen Ausschreibungen für den Bau von polnischen Autobahnen im Rahmen von Öffentlich-Privaten Partnerschaften teilnehmen).

### Stalexport Autostrada Małopolska
Stalexport Autostrada Małopolska (SAM) ist eines der Tochterunternehmen der Aktiengesellschaft Stalexport Autostrady S.A. mit Sitz in Mysłowice und die Autobahnbetreibergesellschaft des Abschnittes zwischen Kattowitz und Krakau der polnischen Autobahn A4.

#### Geschichte
Das Unternehmen wurde 1998 als Tochtergesellschaft vom damaligen Konzessionär Stalexport Autostrady S.A. mit dem 100%igen Anteil am Grundkapital gegründet. Das Ziel der gegründeten Tochtergesellschaft war die Ausführung der Aufgaben, die vertraglich im Rahmen der Konzession für den Bau und Finanzierung des Autobahnabschnittes der A4 von Kattowitz nach Krakau festgelegt wurden.
2003 erließ die polnische Regierung ein Gesetz, das eine Übertragung der Konzession an eine Tochtergesellschaft ermöglichte. Am 28. Juli 2004 wurde die Konzession offiziell von der Muttergesellschaft Stalexport Autostrady S.A. zur Tochtergesellschaft Stalexport Autostrada Małopolska S.A. übertragen.
Im Oktober 2009 wurde die komplette Modernisierung des Autobahnabschnittes der A4 abgeschlossen. Die Fahrbahndecke und 31 Brücken auf dem kompletten, 61 Kilometer langen Abschnitt wurden erneuert. Darüber hinaus wurden der Trennstreifen in 15 regelmäßigen Abständen asphaltiert und die Lärmschutzwand auf einer Länge von 15 Kilometern errichtet.
Von 1997 bis 2009 wurden ca. 830 Mio. Złoty in den Bau und die Modernisierung des kompletten Autobahnabschnittes investiert. Von 2010 bis 2012 sollen weitere 200 Mio. Złoty in Modernisierungsarbeiten eingesetzt werden.
Im Mai 2011 wies ein Warschauer Berufungsgericht endgültig einen Einspruch gegen eine 1,3 Mio. Złoty hohe Strafe für Stalexport Autostrada Małopolska ab. Man hatte während der Bauarbeiten auf der 61 km langen Strecke die Maut nicht gesenkt.

## Aktionäre
Die Aktionäre an der Aktiengesellschaft Stalexport Autostrady S.A. (Stand: 2011) sind:
| Name                             | Anteil in % |
| -------------------------------- | ----------- |
| Autostrade per l’Italia S.p.A.   | 57,26       |
| Bank Ochrony Środowiska S.A.     | 5,18        |
| Kairos Investment Management SpA | 5,01        |
| Streubesitz                      | 32,55       |

## Trivia
In den 1980er Jahren wurden in Katowice unter dem Namen Stalexport zwei Hochhäuser gebaut.